# Весела канарка
«Весела канарка» (інша назва: «Залізний ящик») — радянський чорно-білий німий пригодницький кінофільм режисера Льва Кулєшова. Прем'єра фільму відбулася 5 березня 1929 року.

## Сюжет
Актриса Бріо, що працює в кафе «Весела канарка», і не підозрює, що її нові знайомі — комуністи Луговець і Брянський, послані підпільним комітетом на боротьбу з ворожою контррозвідкою.

## У ролях
- Галина Кравченко —  мадемуазель Бріо, артистка вар'єте
- Андрій Файт —  Луговець
- Ада Войцик —  дружина Луговця
- Сергій Комаров —  Брянський, більшовик-підпільник
- Юрій Васильчиков —  ад'ютант начальника контррозвідки
- Михайло Доронін —  начальник контррозвідки
- Володимир Кочетов —  французький солдат-комуніст
- Всеволод Пудовкін —  ілюзіоніст-факір
- Олександр Чистяков —  робітник
- А. Жутаєв — епізод
- М. Кописов — епізод

## Знімальна група
- Режисер-постановник: Лев Кулєшов
- Автор сценарію: Анатолій Марієнгоф, Борис Гусман
- Оператори-постановники: Петро Єрмолов, Борис Франциссон
- Художник-постановник: Сергій Козловський
- Монтаж: Лев Кулєшов